# Bobby Knight
Robert Montgomery «Bobby» Knight (Massillon, Ohio, 25 de octubre de 1940-Bloomington, Indiana, 1 de noviembre de 2023) fue un entrenador de baloncesto estadounidense de la liga universitaria NCAA. Se le conocía con el sobrenombre de El General. Fue uno de los entrenadores más polémicos y controvertidos de la historia de este deporte, y se hizo tremendamente popular cuando dirigió a la Universidad de Indiana, equipo que dirigió cerca de 30 años.

## Trayectoria deportiva

### Jugador
No tuvo una trayectoria destacada como jugador, completando sus estudios universitarios en la Universidad de Ohio State, donde fue un jugador suplente en un equipo que contaba en sus filas con futuras estrellas de la NBA como John Havlicek y Jerry Lucas, con los que alcanzó el título de campeones de la NCAA en 1960. Se graduó en 1962, dejando las canchas, y dedicándose de pleno a ser entrenador.

### Entrenador

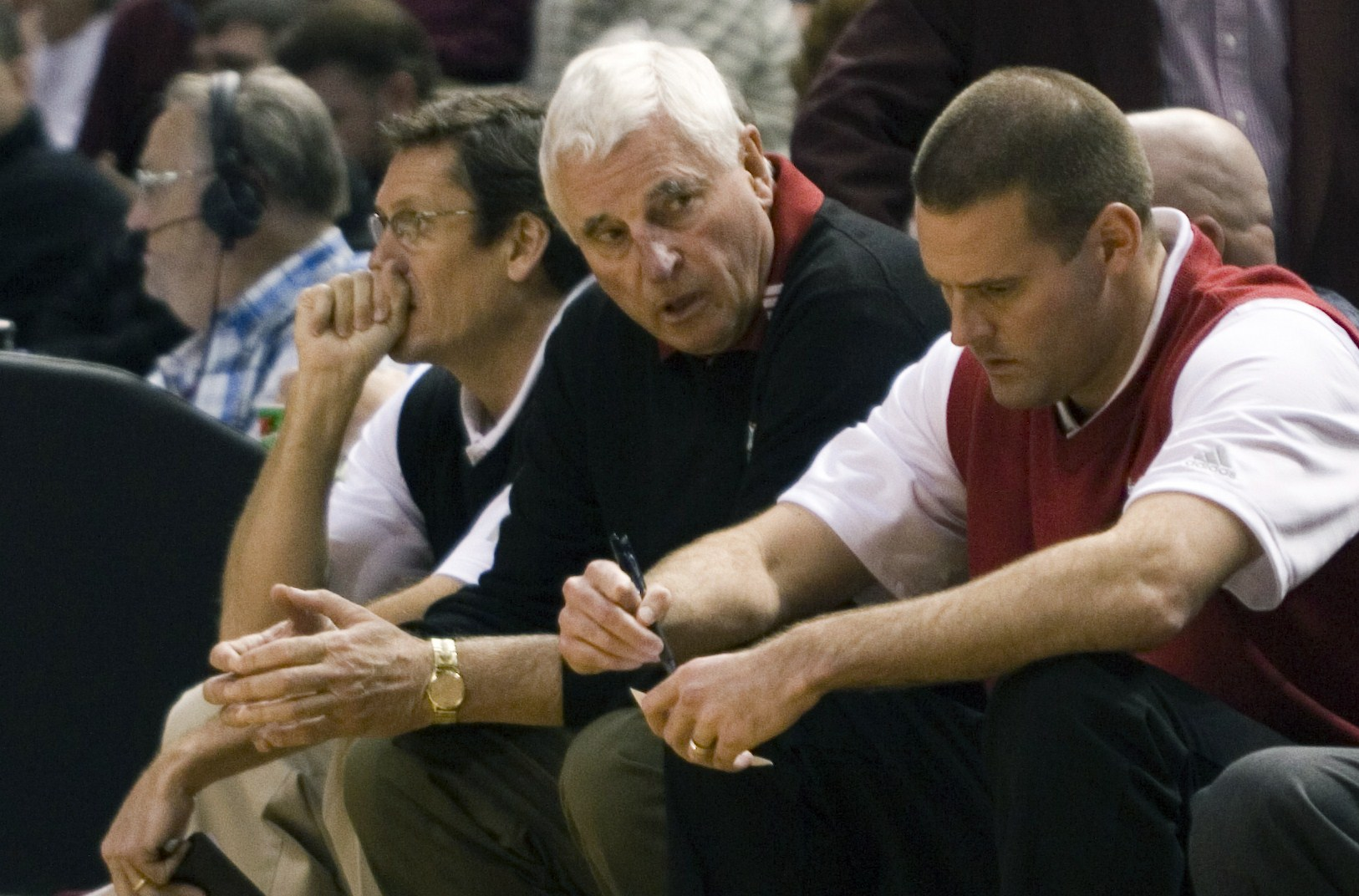
Bobby Knight junto a su hijo Pat

Comenzó como asistente en un high school durante un año, y al siguiente le ofrecieron ser también asistente en el equipo de la Academia Militar de West Point. Tras dos años como segundo entrenador, se hizo con las riendas del equipo durante seis años, consiguiendo 102 victorias en ese período. Se creó una fama de buen entrenador, lo cual le llevó al banquillo de la Universidad de Indiana. Su formación militar y su carácter hicieron mella en los Hoosiers de aquella época, consiguiendo alcanzar la Final Four en su segunda temporada, perdiendo entonces con UCLA.
En 1976 consiguieron por fin el campeonato de la NCAA, después de una temporada inmaculada, con 32 victorias y 0 derrotas, ante Michigan. En 1981 repetirían título, contando entre sus jugadores con la futura estrella Isiah Thomas.En 1984 fue nombrado seleccionador nacional de los Estados Unidos para la Olimpiada de Los Ángeles 1984, donde consiguió el oro ante la selección española, con jugadores tan destacados como Michael Jordan, Patrick Ewing o Chris Mullin. En 1987 consiguió su último título universitario.
En el año 2000, un incidente con un jugador de su equipo, que le acusó de zarandearlo, acabó con 30 años de carrera como entrenador de Indiana, siendo cesado en su cargo. No tardó en encontrar equipo, y firmó por la Universidad de Texas Tech, de cuyo equipo fue entrenador principal hasta su retirada en 2008, cuando delegó en su hijo Pat Knight, que se hizo cargo del equipo.

## Carácter controvertido
Si en algo destacó Bobby Knight, además de en sus éxitos deportivos, fue en su fuerte carácter, que le jugó a menudo malas pasadas. Además del incidente que le costó el puesto de entrenador en Indiana, son famosas sus imágenes arrojando una silla al medio de la cancha al no estar de acuerdo con una decisión arbitral, o era frecuente verle zarandear a sus propios jugadores en pleno partido. Incluso en 1979 fue arrestado durante los Juegos Panamericanos por enfrentarse a un policía. Su lista de incidentes es interminable.

## Fallecimiento
Falleció el 1 de noviembre del 2023, en su casa de Bloomington, Indiana a los 83 años de edad, producto de una enfermedad.

## Trayectoria
| Temporada | Equipo     | Victorias | Derrotas | Postemporada |
| --------- | ---------- | --------- | -------- | ------------ |
| 1965-1966 | Army       | 18        | 8        |              |
| 1966-1967 | Army       | 13        | 8        |              |
| 1967-1968 | Army       | 20        | 5        |              |
| 1968-1969 | Army       | 18        | 10       |              |
| 1969-1970 | Army       | 22        | 6        |              |
| 1970-1971 | Army       | 11        | 13       |              |
| 1971-1972 | Indiana    | 17        | 8        |              |
| 1972-1973 | Indiana    | 22        | 6        |              |
| 1973-1974 | Indiana    | 23        | 5        |              |
| 1974-1975 | Indiana    | 31        | 1        |              |
| 1975-1976 | Indiana    | 32        | 0        |              |
| 1976-1977 | Indiana    | 16        | 11       |              |
| 1977-1978 | Indiana    | 21        | 8        |              |
| 1978-1979 | Indiana    | 22        | 12       |              |
| 1979-1980 | Indiana    | 21        | 8        |              |
| 1980-1981 | Indiana    | 26        | 9        |              |
| 1981-1982 | Indiana    | 19        | 10       |              |
| 1982-1983 | Indiana    | 24        | 6        |              |
| 1983-1984 | Indiana    | 22        | 9        |              |
| 1984-1985 | Indiana    | 19        | 14       |              |
| 1985-1986 | Indiana    | 21        | 8        |              |
| 1986-1987 | Indiana    | 30        | 4        |              |
| 1987-1988 | Indiana    | 19        | 10       |              |
| 1988-1989 | Indiana    | 27        | 8        |              |
| 1989-1990 | Indiana    | 18        | 11       |              |
| 1990-1991 | Indiana    | 29        | 5        |              |
| 1991-1992 | Indiana    | 27        | 7        |              |
| 1992-1993 | Indiana    | 31        | 4        |              |
| 1993-1994 | Indiana    | 21        | 9        |              |
| 1994-1995 | Indiana    | 19        | 12       |              |
| 1995-1996 | Indiana    | 19        | 12       |              |
| 1996-1997 | Indiana    | 22        | 11       |              |
| 1997-1998 | Indiana    | 20        | 12       |              |
| 1998-1999 | Indiana    | 23        | 11       |              |
| 1999-2000 | Indiana    | 20        | 9        |              |
| 2001-2002 | Texas Tech | 23        | 9        |              |
| 2002-2003 | Texas Tech | 22        | 13       |              |
| 2003-2004 | Texas Tech | 23        | 11       |              |
| 2004-2005 | Texas Tech | 22        | 11       |              |
| 2005-2006 | Texas Tech | 15        | 17       |              |
| 2006-2007 | Texas Tech | 21        | 13       |              |
|           | Récord     | 889       | 364      | (.709)       |

## Logros personales
- 3 títulos de la NCAA.
- Más de 800 victorias en la liga universitaria.
- Entrenador del año de la NCAA en 4 ocasiones.
- Entrenador del año en su conferencia en 5 oocasiones.
- Entrenador de la Selección de Estados Unidos que consiguió el oro en las Olimpiadas de Los Ángeles en 1984.
- El más joven entrenador universitario en conseguir 200, 300 y 400 victorias.
- 16 de sus entrenadores asistentes a lo largo de los años han llegado a ser entrenadores principales en diversas universidades
- Miembro del Basketball Hall of Fame desde 1991.
- Premio Naismith al Entrenador Universitario del Año (1987).